# Cừu Limousine

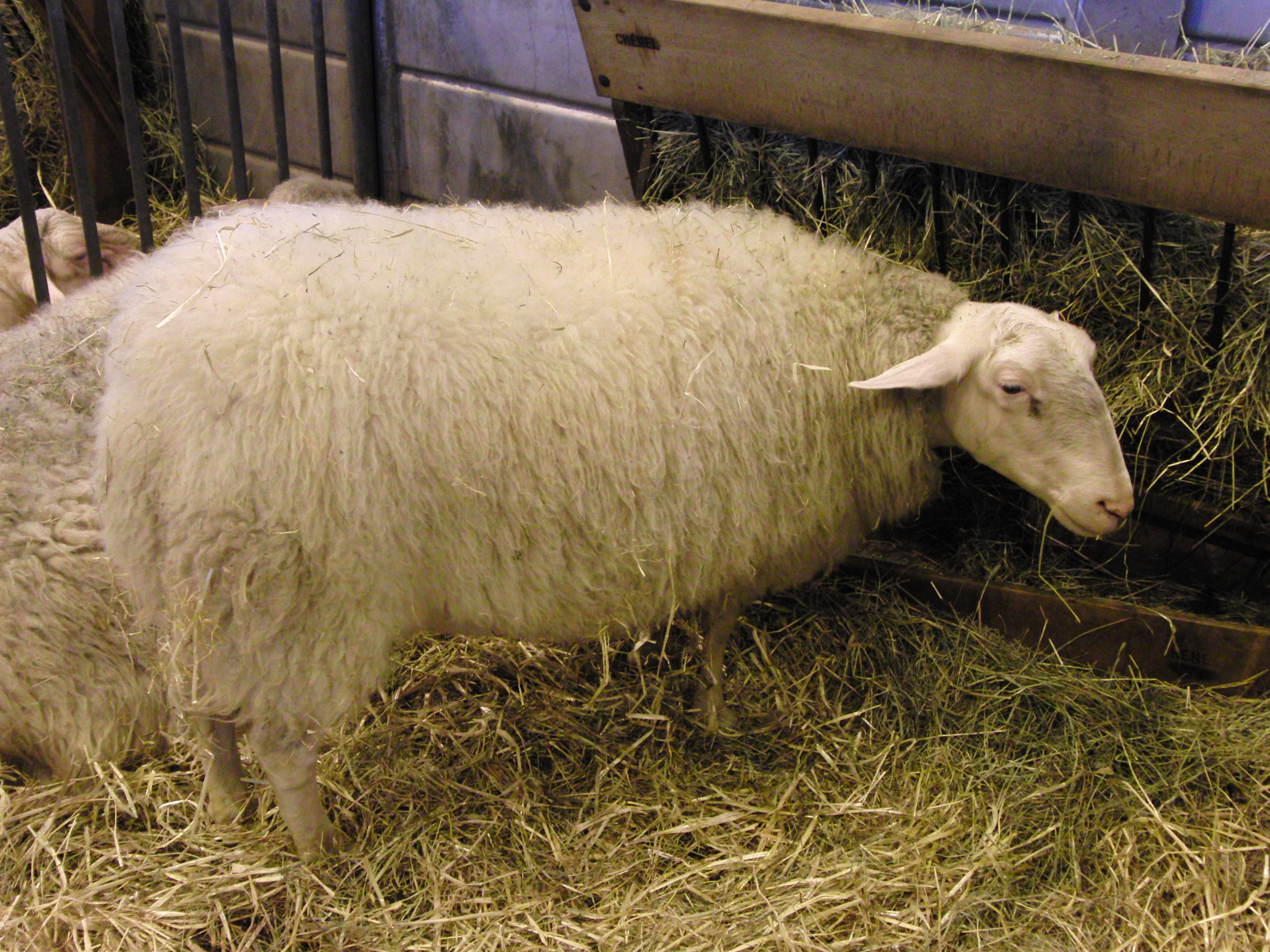
Cừu Limousine

Cừu Limousine là một giống cừu nhà ở miền bắc Massif Central của nước Pháp, chúng xuất hiện vào cuối thế kỷ XIX trên cao nguyên Millevaches như là kết quả của phép lai khác nhau giữa các giống. Nó được hình thành chính thức trong năm 1943. Chúng có màu trắng đồng nhất và được sử dụng chủ yếu để sản xuất thịt cừu. Chúng nổi tiếng với sức chịu đựng của nó, có lẽ với điều kiện trên cao nguyên Millevaches, nơi chúng bị điều kiện khí hậu và môi trường khắc nghiệt.
Nó vẫn còn trong lãnh thổ đó, mà là một cuộc chạy đua mang tính biểu tượng, đó là đa số, và có vai trò quan trọng trong việc duy trì cảnh quan, đặc biệt là đầm lầy và vùng đồng hoang. Tuy nhiên, nó đã phần nào mở rộng diện tích của khu vực ảnh hưởng xung quanh. Hôm nay, có khoảng 150.000 con cừu cái giống Limousine, thuần chủng cao hoặc lai với giống cừu thịt để cải thiện hình dáng của những con chiên mà có một chỉ dẫn địa lý được bảo hộ.

## Lịch sử
Giống cừu này đã được biết đến trong thế kỷ XIX do lai giữa các giống khác nhau của cừu trắng Massif Central, như cừu Marchoise, và cừu Loire, chẳng hạn như cừu Berrichon-Châtre. Từ những việc lai tạo này, chúng được sinh ra trên một dân số đồng nhất của cừu đặc biệt khỏe mạnh. Đàn này được phát triển vào cuối thế kỷ XIX, lợi dụng sự phát triển của việc nuôi cừu trên cao nguyên Millevaches, trước khi nhìn thấy ảnh hưởng của nó suy yếu dần sau khi các giống cừu có nguồn gốc từ Anh du nhập vào nước Pháp.
Tuy nhiên, nó đã đủ quan trọng để được tạo ra vào năm 1909 như là một liên minh của giống Limousin Corrèze cho một sự công nhận chính thức hơn của giống cừu này vào năm 1943. Từ đó bắt đầu một cải tiến hơn nữa của giống cừu này bằng cách chọn lọc.Hiện nay, người ta ước tính lực lượng của chúng đến 220 000 giống. Nó cũng có một vị trí trong các truyền thống ẩm thực của khu vực thông qua thịt của mình mà còn với Tomme de Brach, pho mát truyền thống được làm từ sữa cừu sau khi cai sữa.

## Đặc điểm chung

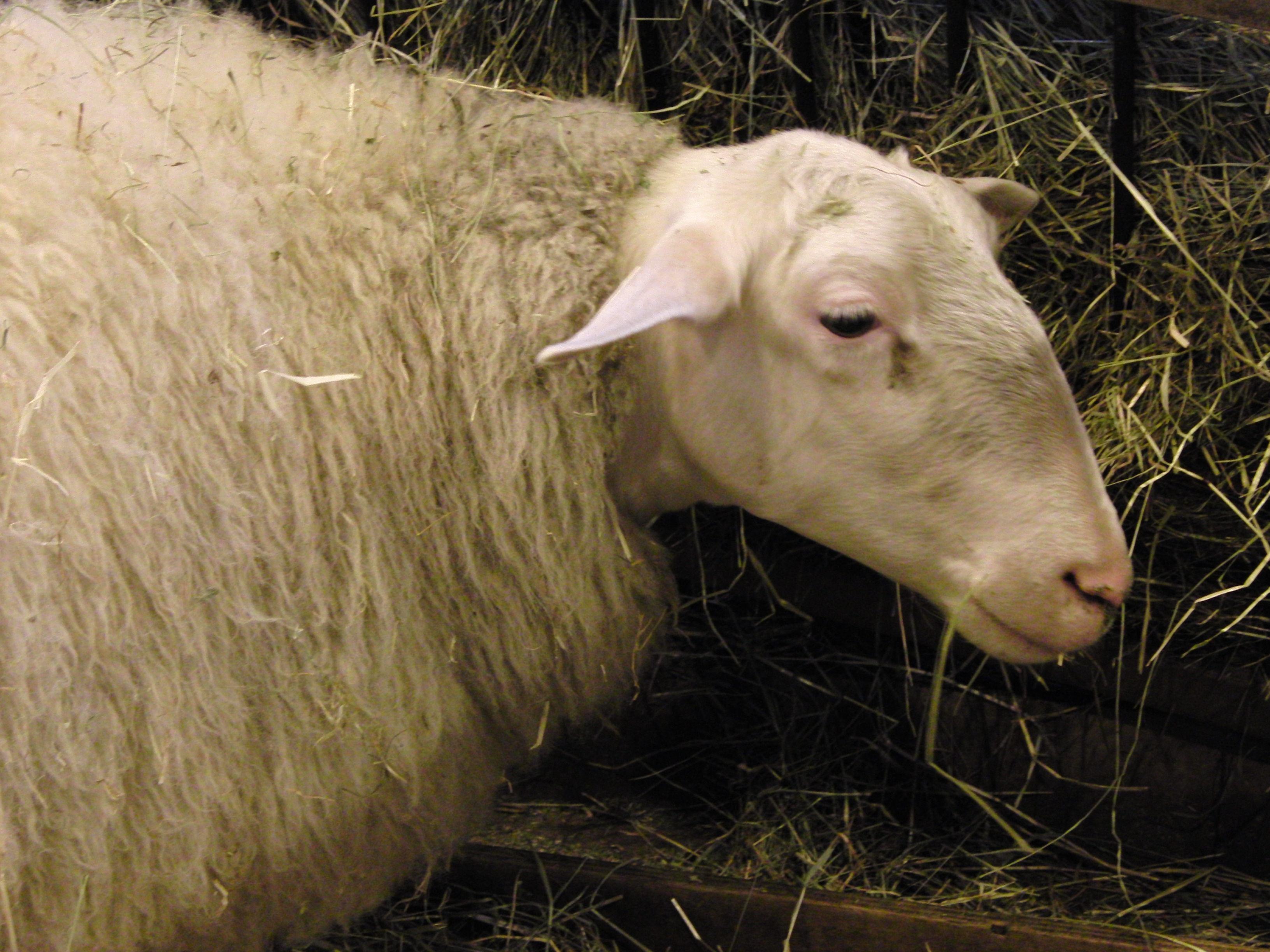
Cừu Li-mu-sin

Trán chúng phẳng, xương mũi lồi ra, chúng có hố nước mắt, mõm của chúng mỏng, môi hoạt động, răng cửa sắc, nhờ đó chúng có thể gặm được cỏ mọc thấp và bứt được những lá thân cây mềm mại, hợp khẩu vị trên cao để ăn. Chúng có thói quen đi kiếm ăn theo bầy đàn, tạo thành nhóm lớn trên đồng cỏ. Trong da chúng có nhiều tuyến mồ hôi và tuyến mỡ hơn dê. Bởi thế chúng bài tiết mồ hôi nhiều hơn và các cơ quan hô hấp tham gia tích cực hơn vào quá trình điều tiết nhiệt. Mô mỡ dưới da của chúng phát triển tốt hơn dê và ngược lại ở các cơ bên trong của chúng có ít tích lũy mỡ hơn dê. 

## Chăn nuôi
Chúng có tính bầy đàn cao nên dễ quản lý, chúng thường đi kiếm ăn theo đàn nên việc chăm sóc và quản lý rất thuận lợi. Chúng cũng là loài dễ nuôi, mau lớn, ít tốn công chăm sóc. So với chăn nuôi bò thì chúng là vật nuôi dễ tính hơn, thức ăn của chúng rất đa dạng, thức ăn của chúng là những loại không cạnh tranh với lương thực của người. Chúng là động vật có vú ăn rất nhiều cỏ. Hầu hết chúng gặm cỏ và ăn các loại cỏ khô khác, tránh các phần thực vật có gỗ nhiều. Chúng có chế độ hoạt động ban ngày, ăn từ sáng đến tối, thỉnh thoảng dừng lại để nghỉ ngơi và nhai lại. Đồng cỏ lý tưởng cho chúng như cỏ và cây họ Đậu. Khác với thức ăn gia súc, thức ăn chính của chúng trong mùa đông là cỏ khô.
Chúng là loài ăn tạp, có thể ăn được nhiều loại thức ăn bao gồm thức ăn thô xanh các loại như: rơm cỏ tươi, khô, rau, củ quả bầu bí các loại, phế phụ phẩm công nông nghiệp và các loại thức ăn tinh bổ sung như cám gạo ngũ cốc. Mỗi ngày chúng có thể ăn được một lượng thức ăn 15-20% thể trọng. Chúng cần một lượng thức ăn tính theo vật chất khô bằng 3,5% thể trọng. Với nhu cầu 65% vật chất khô từ thức ăn thô xanh (0,91 kg) và 35% vật chất khô từ thức ăn tinh (0,49 kg). Khi cho chúng ăn loại thức ăn thô xanh chứa 20% vật chất khô và thức ăn tinh chứa 90% vật chất khô.
Nguồn nước uống là nhu cầu cơ bản của chúng. Lượng nước cần cho chúng biến động theo mùa và loại và chất lượng thực phẩm mà chúng tiêu thụ. Khi chúng ăn nhiều trong các tháng đầu tiên và có mưa (kể cả sương, khi chúng ăn vào sáng sớm), chúng cần ít nước hơn. Khi chúng ăn nhiều cỏ khô thì chúng cần nhiều nước. Chúng cũng cần uống nước sạch, và có thể không uống nếu nước có tảo hoặc chất cặn. Trong một số khẩu phần ăn của chúng cũng bao gồm các khoáng chất, hoặc trộn với lượng ít.

## Chăm sóc
Sau khi cho phối giống 16-17 ngày mà không có biểu hiện động dục lại là có thể cừu đã có chửa, Căn cứ vào ngày phối giống để chuẩn bị đỡ đẻ cho cừu (thời gian mang thai của cừu 146-150 ngày) nhằm hạn chế cừu sơ sinh bị chết; Có thể bồi dưỡng thêm thức ăn tinh và rau cỏ non cho cừu có chửa nhưng tuyệt đối tránh thức ăn hôi mốc; Khi có dấu hiệu sắp đẻ (bầu vú căng, xuống sữa, sụt mông, âm hộ sưng to, dịch nhờn chảy ra, cào bới sàn...) nên nhốt ở chuồng riêng có lót ổ rơm và chăn dắt gần, tránh đồi dốc.
Thông thường cừu mẹ nằm đẻ nhưng cũng có trường hợp đứng đẻ, tốt nhất nên chuẩn bị đỡ đẻ cho cừu; Sau khi đẻ cừu mẹ tự liếm cho con. Tuy nhiên, vẫn phải lấy khăn sạch lau khô cho cừu con, nhất là ở miệng và mũi cho cừu con dễ thở. Lấy chỉ sạch buộc cuống rốn (cách rốn 4–5 cm), cắt cuống rốn cho cừu con và dùng cồn Iod để sát trùng; Giúp cừu con sơ sinh đứng dậy bú sữa đầu càng sớm càng tốt (vì trong sữa đầu có nhiều kháng thể tự nhiên); Đẻ xong cho cừu mẹ uống nước thoải mái (có pha đường 1% hoặc muối 0.5%).
Cừu con trong 10 ngày đầu sau khi đẻ cừu con bú sữa mẹ tự do; Từ 11-21 ngày tuổi cừu con bú mẹ 3 lần/ngày, nên tập cho cừu con ăn thêm thức ăn tinh và cỏ non, ngon; 80-90 ngày tuổi có thể cai sữa. Giai đoạn này phải có cỏ tươi non, ngon cho cừu con để kích thích bộ máy tiêu hóa phát triển (đặc biệt là dạ cỏ) và bù đắp lượng dinh dưỡng thiếu hụt do sữa mẹ cung cấp không đủ; Cừu sinh trưởng và phát triển nhanh, mạnh ở giai đoạn này.